# István Hatvani
István Hatvani (n. 21 noiembrie 1718, Rimavská Sobota, Banskobystrický kraj, Slovacia – d. 16 noiembrie 1786, Debrețin, Regatul Ungariei) a fost un om de știință maghiar, enciclopedist și matematician. Este unul dintre primii statisticieni maghiari. Hatvani a dezvoltat unele din primele elemente din teoria probabilităților.

## Biografie

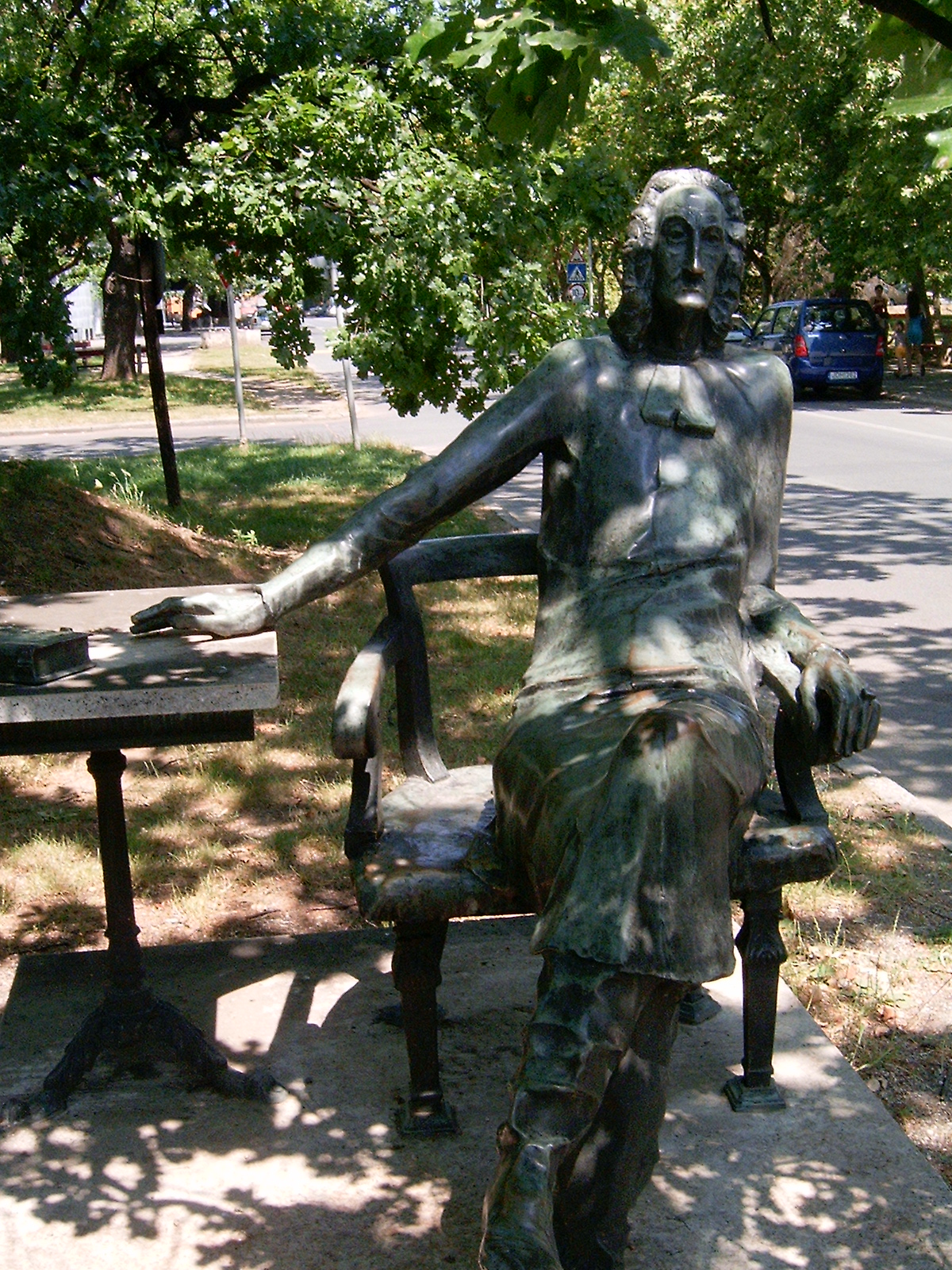
Monumentul lui Hatvani în fața clădirii Colegiului Protestant Debrețin

Hatvani s-a născut într-o familie sărăcită de nobili. A studiat în orașul său natal apoi, până în anul 1745, la Colegiul Protestant din Debrețin. Între 1747-1748 și-a continuat studiile la Universitatea din Basel din Elveția, unde a studiat teologia și medicina. Printre profesorii săi au fost și matematicienii Daniel Bernoulli și Johann Bernoulli, care i-au predat matematică, fizică și medicină. Sub conducerea lor,  Hatvani și-a câștigat repede o reputație de om de știință remarcabil.
Datorită unei burse acordate lui de autoritățile orașului Debrețin, a efectuat o serie de cercetări științifice în străinătate. A primit un doctorat în teologie și medicină. Refuzând să devină lector la universitățile din Heidelberg, Marburg și Leiden, în 1748, Hatvani s-a reîntors la Colegiul Protestant Debrețin unde și-a început cariera de profesor de catedră.
În 1783 a fost numit judecător la curtea districtuală din Debrețin.

## Activitate științifică

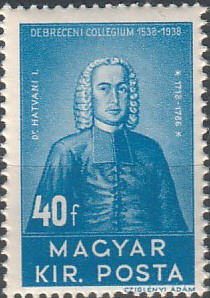
Hatvani pe o marcă poștală maghiară

În sprijinul dezvoltării culturii matematice în Ungaria, a început să studieze pentru a dovedi cât de important este rolul acestei științe într-o întreagă serie de științe exacte. El credea că matematica  este singura știință care se poate baza pe concluzii care nu sunt îndoielnice.
În 1757 a publicat lucrarea Introductio ad principia philosophiae solidioris. În această lucrare, a încercat să studieze teoria probabilități , în special bazându-și lucrarea pe baza presupunerilor lui Jacob Bernoulli.
În plus, el a prezentat tabele statistice privind numărul nașterilor din Debrețin pentru anii 1750-1753. Hatvani a scos în evidență numărul copiilor care au murit în decurs de un an de la naștere și, găsind o rată a mortalității mai mare de 34%, a observat că acest indicator este semnificativ mai mare decât în  alte țări europene (în medie, de aproximativ 19%) și căuta să găsească motive medicale pentru a explica rezultatul obținut.
Multe legende sunt asociate cu numele său. După moartea acestui om de știință, au apărut zvonuri care i-au atribuit puteri vrăjitorești și abilitatea de a mări și micșora dimensiunea lucrurilor după voință proprie.

## Legături externe
- József Szinnyei - Viața și lucrările scriitorilor maghiari IV. Budapesta, 1896

## Vezi și
- Listă de statisticieni
- Listă de matematicieni
- Știința și tehnologia în Ungaria